# Evangelische Kirche der altpreußischen Union

Provinzeinteilung Preußens 1817

Die Evangelische Kirche der altpreußischen Union (Abkürzungen EKapU, APU) war unter diesem Namen von 1922 bis 1953 eine evangelische Landeskirche in Preußen bzw. seinen Nachfolgestaaten. Die Kirche existierte von 1817 bis 1953 unter verschiedenen Namen und wurde als Dachverband der zwischen 1945 und 1948 selbst zu Landeskirchen verselbständigten Kirchenprovinzen von diesen nach einem weiteren Namenswechsel von 1953 bis 2003 als Evangelische Kirche der Union fortgeführt.
Die Bezeichnung „altpreußisch“ bezog sich auf das Gebiet des „alten Preußen“ vor 1866, weil weder die unierten Landeskirchen von Hessen-Kassel, Nassau und Frankfurt am Main noch die lutherischen Landeskirchen von Schleswig-Holstein und Hannover nach den Annexionen von 1866 in die preußische Landeskirche eingegliedert wurden.

## Name
Die Kirche änderte im Laufe ihrer Geschichte mehrmals ihren Namen.
| Jahren    | Name                                                     |
| --------- | -------------------------------------------------------- |
| 1817–1821 | Unierte Kirche in Preußen                                |
| 1821–1845 | Evangelische Kirche in Preußen                           |
| 1845–1875 | Evangelische Landeskirche in Preußen                     |
| 1875–1922 | Evangelische Landeskirche der älteren Provinzen Preußens |
| 1922–1953 | Evangelische Kirche der altpreußischen Union             |
| 1953–2003 | Evangelische Kirche der Union                            |

2003 ging die Kirche in der neugegründeten Union Evangelischer Kirchen (UEK) auf. Damit hörte sie nach fast 200 Jahren auf zu bestehen.

## Geschichte

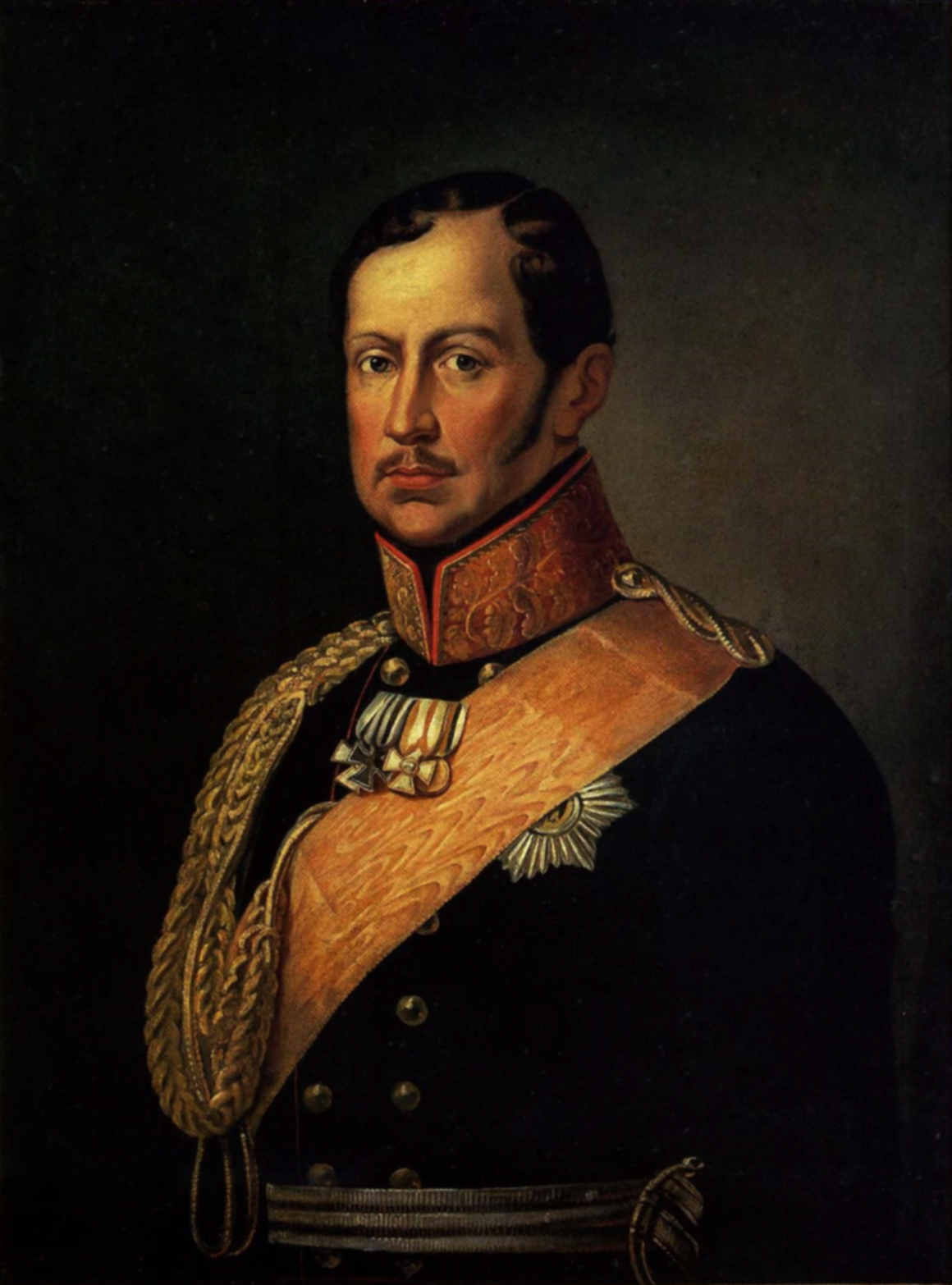
Friedrich Wilhelm III., der Initiator der Union

Am 27. September 1817 verordnete König Friedrich Wilhelm III., der in seiner Eigenschaft als summus episcopus das landesherrliche Kirchenregiment seines Territoriums innehatte, die Vereinigung der reformierten und lutherischen Gemeinden zu einer unierten Kirche in Preußen. Der preußische König war zu der Überzeugung gekommen, dass die Trennung zwischen den evangelisch-reformierten – zu denen vor allem die Hugenotten, die regierenden Hohenzollern und die Bewohner am Niederrhein, in Teilen des Hunsrücks und Teilen des Bergischen Landes sowie des Siegerlandes gehörten – und den evangelisch-lutherischen Christen, die die Mehrheit der preußischen Bevölkerung ausmachten, unzeitgemäß sei. Bereits seine Vorfahren, so der Große Kurfürst mit dem Berliner Religionsgespräch, hatten versucht, den innerprotestantischen Konfessionsgegensatz im Sinne des Unionismus zu überwinden. Bei der nunmehr vereinigten Kirche handelte es sich um eine Verwaltungs- und keine Bekenntnisunion; doch entstanden schon bald auch bekenntnis-unierte Gemeinden.
Ein wichtiges Datum in der Geschichte der Kirche der APU war die Rheinisch-Westfälische Kirchenordnung von 1835.
Im Laufe der Geschichte veränderte sich der Name der 1817 gegründeten Kirche mehrmals: 1821 hieß sie „Evangelische Kirche in Preußen“. Nach dem Aufkommen verschiedener Freikirchen in der Mitte des 19. Jahrhunderts, besonders der altkonfessionellen Altlutheraner, nannte sie sich zur Unterscheidung von diesen ab 1845 „Evangelische Landeskirche in Preußen“.
1866 annektierte Preußen mehrere Nachbarstaaten. Deren teils unierte (Landeskirche Frankfurt am Main, Landeskirche in Hessen-Kassel, Landeskirche in Nassau) und teils lutherische Staatskirchen (Landeskirche Hannovers, Landeskirche Schleswig-Holstein) und die reformierten Kirchgemeinden blieben aber selbständig. 1882 schlossen sich die meisten reformierten Gemeinden in der Provinz Hannover unter Mitwirkung König Wilhelms I. zur Evangelisch-Reformierten Kirche der Provinz Hannover zusammen.
Die altpreußische Landeskirche nannte sich folglich ab 1875 offiziell „Evangelische Landeskirche der älteren Provinzen Preußens“. Sie war untergliedert in Kirchenprovinzen in allen neun altpreußischen politischen Provinzen, nämlich Brandenburg (mit Berlin), Ostpreußen, Pommern, Posen, Rheinland (mit Hohenzollern), Sachsen, Schlesien, Westfalen und Westpreußen. Der 1898 gebildete Kirchenkreis im Diasporagebiet der Hohenzollernschen Lande, die 1850 zu Preußen gekommen waren, gehörte zu keiner Kirchenprovinz; er wurde vom Generalsuperintendenten und vom Konsistorium der rheinischen Kirchenprovinz mitverwaltet.
1918, nach dem Ende des Ersten Weltkriegs, musste der König von Preußen, Kaiser Wilhelm II., abdanken, wodurch auch das landesherrliche Kirchenregiment wegfiel. Daher gab sich die altpreußische Landeskirche 1922 eine neue Kirchenordnung und den Namen „Evangelische Kirche der altpreußischen Union“ (EKapU bzw. ApU); auch die Kirchenprovinzen wurden demokratisiert. Die Leitung der Kirchenprovinzen lag ab 1922 bei den Provinzialkirchenräten, die von den Provinzialsynoden gewählt wurden. Den Konsistorien, nunmehr zuarbeitende Verwaltungsorgane der Kirchenprovinzen, standen geistliche Generalsuperintendenten und juristische Konsistorialpräsidenten vor. Durch systematische Manipulation der Kirchenwahlen 1932 gelang es der NSDAP, die Kirchenvorstände zu gut einem Drittel mit ihren Mitgliedern zu besetzen.
Die Kirchgemeinden in den an Belgien (vier Gemeinden der rheinischen Kirchenprovinz), Polen (Kirchenprovinz Posen überwiegend, Kirchenprovinz Westpreußen zu großen Teilen, siehe Unierte Evangelische Kirche in Polen; sowie 17 ostoberschlesische Kirchgemeinden der Kirchenprovinz Schlesien, siehe Unierte Evangelische Kirche in Polnisch Oberschlesien) und die Tschechoslowakei (Gemeinde Hultschin der Kirchenprovinz Schlesien; siehe Schlesische Evangelische Kirche A.B.) abgetretenen Gebieten blieben bestehen, schieden aber aus der Landeskirche aus; die einheimische Bevölkerung blieb überwiegend in den Abtretungsgebieten wohnen. Die Kirchgemeinden in den Völkerbundmandaten Freie Stadt Danzig (Landessynodalverband der Freien Stadt Danzig mit Status einer Kirchenprovinz), Memel- (ab 1924 zu Litauen, die Kirchengemeinden bildeten ab 1925 den Landessynodalverband Memelgebiet mit Status einer Kirchenprovinz) und Saargebiet (rheinische Kirchenprovinz) blieben Glieder der Landeskirche. Die bei Deutschland verbliebenen Kirchgemeinden im Regierungsbezirk Westpreußen wurden Teil der Kirchenprovinz Ostpreußen, diejenigen in der Grenzmark Posen-Westpreußen bildeten ab 1923 die „Kirchenprovinz Posen-Westpreußen“.

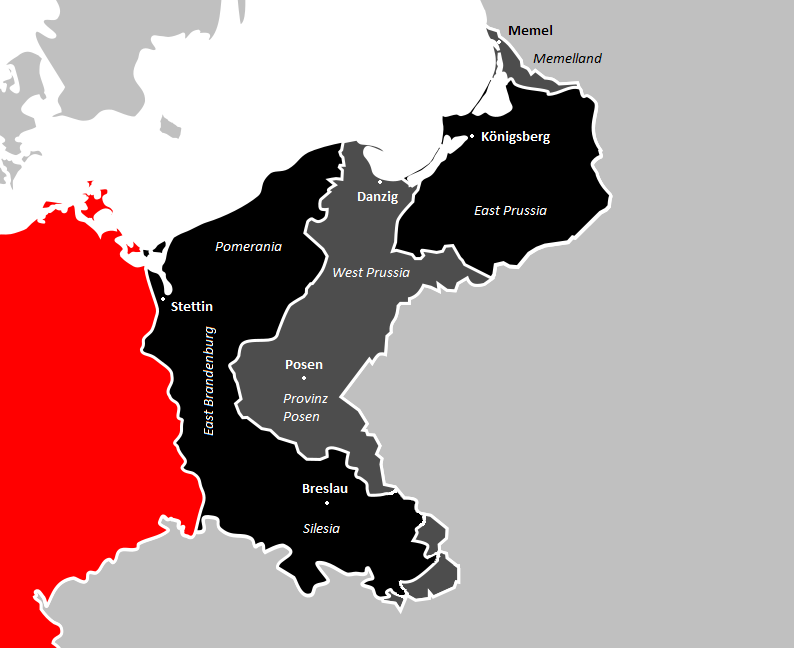
Nach dem Ersten und dem Zweiten Weltkrieg verlorene Deutsche Ostgebiete, in denen das preußische Kirchengut entweder zerstört oder konfisziert wurde

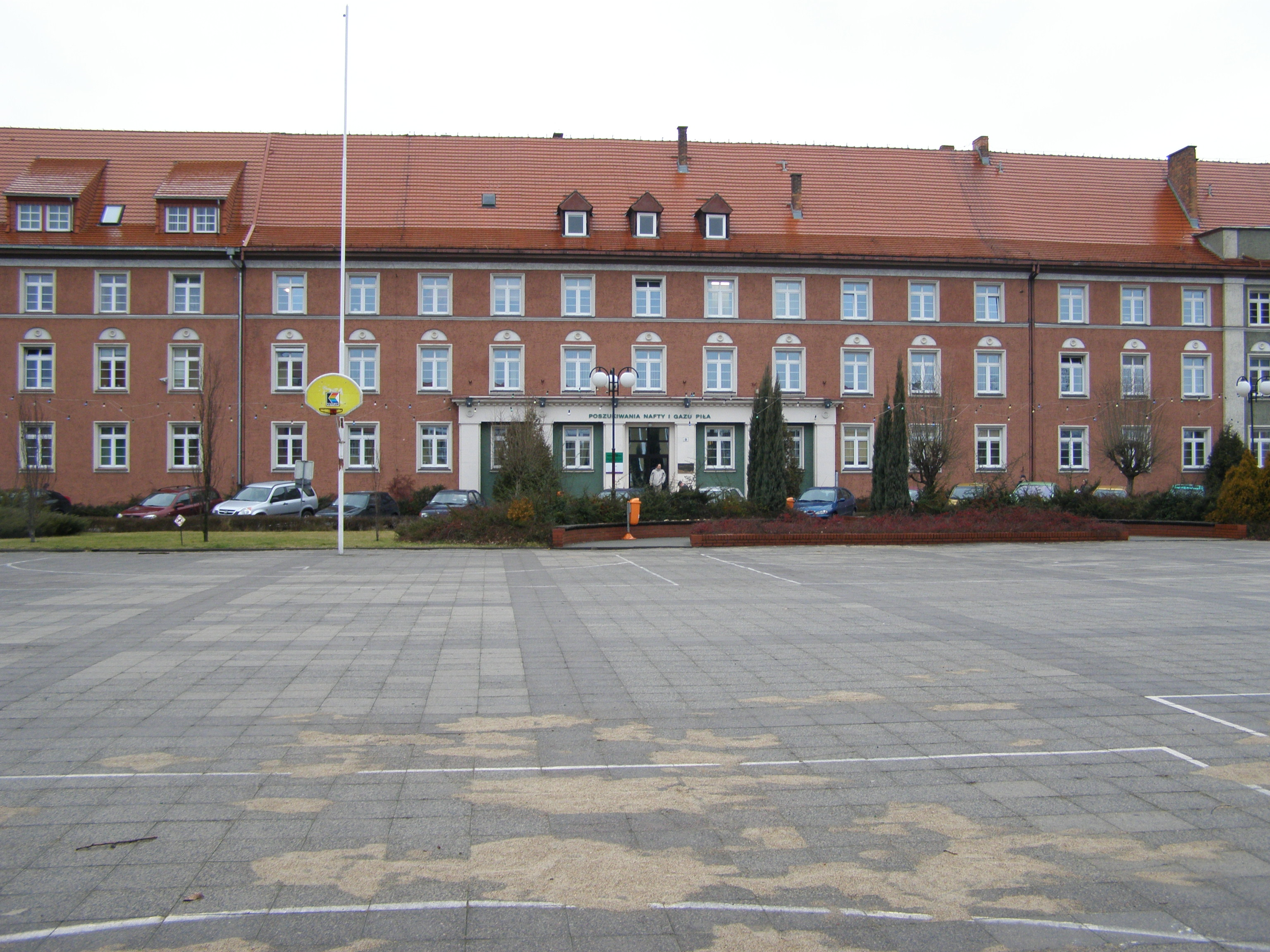
Das Gebäude des ehemaligen Konsistoriums der Kirchenprovinz Posen-Westpreußen im heutigen Piła (deutsch Schneidemühl)

Im Dritten Reich prägte insbesondere der gemeinsame Widerstand während des Kirchenkampfes in der Bekennenden Kirche gegen die hitlertreuen Deutschen Christen einen kleinen Teil der Christen in der Kirche. Die Barmer Theologische Erklärung von 1934 kann als unierte Bekenntnisschrift angesehen werden, in die auf dem Gebiet der unierten Kirche Christen aus reformierter und lutherischer Tradition gemeinsam einstimmten. Die Evangelische Kirche des Landesteils Birkenfeld schloss sich am 25. Juni 1934 der EKapU an und bildete seither einen Kirchenkreis in deren rheinischer Kirchenprovinz.
Am 5. September 1933 führte die Altpreußische Union den für Beamte geltenden „Arierparagraphen“ auch für protestantische Geistliche ein. Als Reaktion unter anderem darauf gründete sich am 21. September 1933 der Pfarrernotbund. Nach der am 1. März 1934 vollendeten Überführung der EKapU in die gleichgeschaltete Deutsche Evangelische Kirche (DEK) erklärten die Anhänger der Bekennenden Kirche am 29. Mai 1934 auf ihrer ersten Bekenntnissynode die oktroyierte Kirchenleitung als rechtswidrig und häretisch. Sie sahen ein Schisma zwischen ihren neu gebildeten und zu bildenden Organen und Bekenntnisgemeinden und den gleichgeschalteten Gremien und Kirchengemeinden als gegeben an und betrachteten sich als wahre EKapU. Das Landgericht I Berlin stellte am 20. November 1934 fest, dass die De-facto-Verschmelzung der offiziellen EKapU mit der DEK jeder Rechtsgrundlage entbehrte und die EKapU daher weiter existierte. Seither reklamierten die Vertreter der offiziellen EKapU und der altpreußischen Bekennenden Kirche jeweils, die wahre EKapU zu vertreten.
Nach dem Zweiten Weltkrieg wurde die Oder-Neiße-Linie die Ostgrenze Deutschlands. Anders als 1918/20 zog die neue Grenzziehung eine umfassende Vertreibung der einheimischen Bevölkerung nach sich. So gingen die meisten evangelischen Kirchgemeinden in Ostpreußen sowie in Ostbrandenburg, Hinterpommern und Schlesien (mit Ausnahme des westlich der Neiße gelegenen Gebiets), die heute zu Polen bzw. zu Russland gehören, mit der Vertreibung ihrer nicht geflohenen Gemeindemitglieder unter, entsprechend auch alle übergeordneten kirchlichen Organisationen wie Kirchenprovinzen etc. Sofern dort lutherische Kirchgemeinden bestehen blieben oder neu entstanden, gehören diese zur Evangelisch-Augsburgischen Kirche in Polen bzw. Evangelisch-Lutherischen Kirche in Russland, der Ukraine, in Kasachstan und Mittelasien.
Die Kirchenleitungen der noch in Deutschland verbliebenen sechs Kirchenprovinzen westlich von Oder und Neiße, westliches und mittleres Brandenburg, Rest-Pommern, Rheinland, Provinz Sachsen, Rest-Schlesien und Westfalen, trafen sich 1945 im hessischen Treysa (Treysaer Konferenz), um neue Grundsatzbeschlüsse zu fassen. Die Kirchenprovinzen wurden die selbständigen Landeskirchen
- Evangelische Kirche in Berlin-Brandenburg,
- Pommersche Evangelische Kirche (1968–1991: Evangelische Kirche in Greifswald, existierte bis 2012),
- Evangelische Kirche im Rheinland,
- Evangelische Kirche der Kirchenprovinz Sachsen (existierend bis 2009),
- Evangelische Kirche von Schlesien (1968–1992: Evangelische Kirche des Görlitzer Kirchengebiets, 1992–2003: Evangelische Kirche der schlesischen Oberlausitz, existierend bis 2003) und
- Evangelische Kirche von Westfalen.

Sie bildeten nach weiteren Zusammenkünften 1949, 1950 und 1954 die altpreußische Landeskirche schließlich zur „Evangelischen Kirche der Union“ (EKU) um. Diese trat, wie ihre sechs Gliedkirchen selbst, der EKD bei und war bis 2003 eine Union von sechs selbständigen unierten Landeskirchen. Mit dem Beitritt der Landeskirche Anhalts kam 1960 eine siebente hinzu.
Der Kirchenkreis Hohenzollern wurde am 1. April 1950 in die württembergische Landeskirche eingegliedert, die ihn bereits seit 1945 kommissarisch betreut hatte. Dabei wurde die bisherige Gottesdienstordnung beibehalten.

## Kirchenleitung

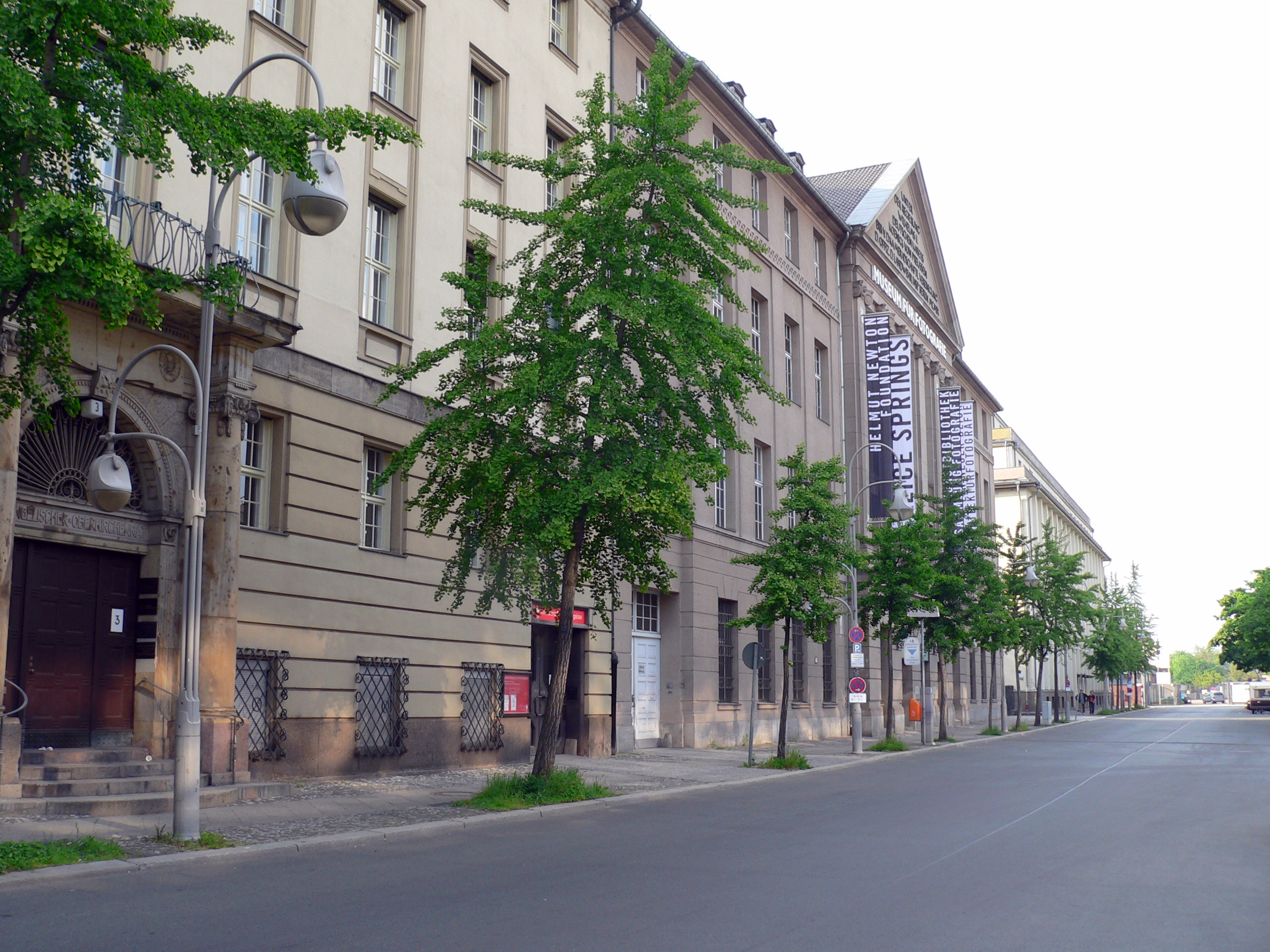
Eingang zum Bau des ehem. EOK, jetzt Kirchenamt für die Bundeswehr, rechts Giebelbau des Museums für Fotografie

Als oberstes ausführendes Organ wurde 1850 der Evangelische Oberkirchenrat (EOK) eingerichtet, der 1912 in einen eigenen Neubau in der Jebensstraße, Berlin, zog. Er war mit Theologen und Juristen besetzt. Mit der neuen Kirchenordnung von 1922 waren seine Kompetenzen beschnitten worden. Die Kirchenleitung, die bis 1918 als Summepiskopat beim preußischen Monarchen lag, ging 1922 auf den Kirchensenat über, dem der EOK nunmehr zuarbeitete. Der Präses der Generalsynode stand zugleich dem Kirchensenat vor und vertrat die Kirche nach außen. 1951 wurde der EOK in Kirchenkanzlei umbenannt und blieb unter dieser Bezeichnung auch nach der Umbenennung der Evangelischen Kirche der altpreußischen Union in Evangelische Kirche der Union im Dezember 1953 bestehen.

### Präsidenten des Evangelischen Oberkirchenrats
Neben dem Landesherrn als summus episcopus leiteten die Präsidenten des EOK die Kirche bis 1922
- 1850–1863: Rudolf von Uechtritz
- 1863–1864: Heinrich von Mühler (kommissarisch)
- 1865–1872: Ludwig Emil Mathis
- 1872–1873: Wilhelm Hoffmann (kommissarisch)
- 1873–1878: Emil Herrmann
- 1878–1891: Ottomar Hermes
- 1891–1903: Friedrich Wilhelm Barkhausen
- 1903–1919: Bodo Voigts
- 1919–1924: Reinhard Möller
- 1925–1933: Hermann Kapler; zurückgetreten, nachdem die EKapU preußischer Staatskontrolle unterworfen worden war
- 1933:–0000 Ernst Stoltenhoff; kommissarisch, vom preußischen Staatskommissar August Jäger abgesetzt
- 1933–1945: Friedrich Werner, von August Jäger eingesetzt, später durch die von den Deutschen Christen dominierte Generalsynode bestätigt; 1945 amtsenthoben
- 1945–1951: Otto Dibelius; von der provisorischen Kirchenleitung (Beirat) berufen

### Präsides der Generalsynode
Ab 1922 leiteten die Präsides der Generalsynode als Vorstand des Kirchensenats zugleich die Landeskirche. Die neue Kirchenordnung der altpreußischen Landeskirche vom 1. August 1951 ersetzte den Kirchensenat durch den Rat der Evangelischen Kirche der altpreußischen Union. Der Präses der Generalsynode war darin Mitglied, aber nicht qua Amt Vorsitzender.
- 1846:–0000 Daniel Amadeus Neander, Vizepräsident der Generalsynode 1846
- 1847–1874: keine Generalsynode abgehalten
- 1875:–0000 Otto zu Stolberg-Wernigerode, Politiker (außerordentliche Generalsynode)
- 1879–1887: Adolf von Arnim-Boitzenburg, Gutsbesitzer und Politiker
- 1891:–0000 Hans Hugo von Kleist-Retzow, Gutsbesitzer und Politiker
- 1892–1893: Otto Holtzheuer, Superintendent
- 1894–1915: Albert Graf von Zieten-Schwerin, Gutsbesitzer und Politiker
- 1915–1933: Johann Friedrich Winckler, Politiker
- 1933–1934: Friedrich Werner (vom altpreußischen Landesbischof Ludwig Müller, zugleich Reichsbischof, am 26. Januar abgesetzt)
- 1934–1945: Friedrich Werner (vom Landgericht Berlin I am 20. November wieder eingesetzt)
- 1945–1950: Vakanz
- 1950–1970: Lothar Kreyssig (ab 1953 unter der Bezeichnung Präses der Synode der EKU)

### Landesbischof
Am 4. August 1933 erklärte sich Ludwig Müller zum altpreußischen Landesbischof, nachdem ihm der preußische Staatskommissar August Jäger kommissarisch die Kirchenleitung übertragen hatte. Die deutschchristliche Mehrheit der Generalsynode bestätigte am 5. September 1933 diesen selbstherrlichen Akt, indem sie die Kirchenordnung durch Kirchengesetz dahingehend änderte, dass sie das Amt des Landesbischofs überhaupt erst schuf. Ab 3. Oktober 1935 führte Müller zwar weiter den Titel Landesbischof, hatte aber keine Kompetenz in der Kirchenleitung mehr.
- 1933–1945: Ludwig Müller (am 3. Oktober 1935 durch den Landeskirchenausschuss entmachtet; nach dessen Auflösung im Februar 1937 ging die Kirchenleitung de facto auf Friedrich Werner über)